# Flavr Savr
Flavr Savr «хранитель вкуса» — сорт генетически модифицированного томата, стал первой сельскохозяйственной ГМ-культурой, одобренной для продажи в США и продававшейся с 1994 по  1997 г.

## История
В 1980-е научные лаборатории и коммерческие компании разрабатывали генетически модифицированные сельскохозяйственные растения.
Калифорнийская компания Calgen из города Дейвис в 1988 году получила разрешение FDA на экспериментальные посадки генетически модифицированных помидоров. В 1992 году компания завершила разработку и добровольно передала образцы в FDA для проверки нового сорта, чтобы получить официальное подтверждение его безопасности при употреблении в пищу. В мае 1994 года FDA выдала заключение, одобряющее свободную продажу томатов сорта Flavr Savr без специальной маркировки, поскольку они не содержат никаких потенциально вредных или опасных веществ.
18 мая 1994 года помидоры сорта Flavr Savr были анонсированы в СМИ, а 21 мая появились в магазинах двух американских городов (Дейвис и Чикаго). Это событие вызвало ажиотаж в СМИ и вся партия была быстро распродана.
В сорте Flavr Savr методом генной инженерии был заблокирован белок, размягчавший плоды, в результате чего они долго оставались крепкими, свежими и вкусными. В отличие от этого сорта, все остальные имеющиеся в супермаркетах помидоры собираются зелёными и дозревают на месте продажи с помощью газа. Так обеспечивается сохранность плодов при транспортировке, но они остаются невкусными.
Представители биотехнологических компаний высоко оценили безусловное разрешение FDA, подчёркивая при этом, что ведомство опиралось на научные данные, а не на ложные аргументы критиков. Они также полагали, что теперь появятся новые продукты, более полезные для здоровья потребителей, чем традиционные, например, картофель, который впитывает меньше масла при жарке.
Предварительно, чтобы обеспечить доверие в обществе, руководство Calgen добровольно провело сертификацию сорта Flavr Savr в FDA и открыло бесплатную телефонную линию для потребителей.
Общественные деятели, критикующие генные манипуляции, сплотились в борьбе против нового продукта, в частности, дружно объявили его и все будущие генетически сконструированные продукты «бомбой замедленного действия». Они выступили с требованиями маркировать генетически изменённые продукты и стали организовывать бойкоты и угрожать судами.

Потребители имеют право знать, есть ли что-то другое в их помидоре, и мы собираемся убедиться, что с ними [томатами] сделано.
Оригинальный текст (англ.)Consumers have a right to know if there is something different in their tomato, and we are going to make sure that they do.
— Джереми Рифкин из Pure Food Campaign
Представители FDA отвечали критикам, что маркировка требуется только для продуктов, в которые добавлено вещество, влияющее на здоровье потребителей, например, способное вызвать аллергию, что в помидорах Flavr Savr ничего подобного нет, они полностью безопасны.

У ведомства есть полномочия требовать маркировку продукта, если при его употреблении возможны какие-то последствия. Мы определили, что этот продукт так же безопасен, как и любой помидор на рынке, и не требует специальной маркировки.
Оригинальный текст (англ.)The agency has the power to require labeling a product if there could be different consequences from its use. We've determined that this product is as safe as any tomato on the market and doesn't require special labeling.
— 
Сорт Flavr Savr перестал продаваться в США в 1997 году, Calgen Inc. разорилась и была выкуплена концерном Монсанто.
В Великобритании в 1996 году в магазинах торговых сетей Sainsbury и Safway появилась томатная паста производства компании Zeneca, сделанная из генетически модифицированных помидоров сорта Flavr Savr. На всех 1,8 млн банок была маркировка, что это продукт генной инженерии. Первые годы паста из ГМ-помидоров продавалась также хорошо, как и томатная паста из других сортов. Однако в 1998 продажи резко снизились. В дальнейшем торговые сети Sainsbury и Safway распространили заявление, что они снимают эту продукцию с продажи и не будут больше продавать ГМ-продукты исключительно из-за опасений некоторых потребителей.
В 1999 году специальный комитет Палаты общин Великобритании выпустил доклад, в котором сообщается, что продажи Flavr Savr снизились после выступления доктора Арпада Пузтаи (англ. Pusztai) на радио и последовавшим за ним вниманием СМИ. Пузтаи утверждал, что ГМ-картофель приводит к негативным последствиям у питающихся им крыс. Независимая проверка и парламентское расследование выявило, что Пузтаи — обманщик, а изложенные им выводы не соответствуют действительности. Однако томатная паста производства Zeneca в магазинах уже не появилась.

## Генетические изменения
1. Изменённый ген «pg» (Lycopersicon esculentum) подавляет производство фермента полигалактуроназы, ответственного за распад пектина в клетке и размягчение плода.
2. Ген «nptII» (Escherichia coli), придающий неомицин- и канамицин-устойчивость[8]